# Caroline (cràter)
Caroline és un cràter d'impacte en el planeta Venus de 18 km de diàmetre. Porta el nom d'un antropònim francès, i el seu nom va ser aprovat per la Unió Astronòmica Internacional el 1994.